# Ваза (приток Таеха)
Ваза (Вяза) — река в России, протекает в Лухском и Верхнеландеховском районах Ивановской области. Устье реки находится в 11 км по правому берегу реки Таех. Длина реки составляет 15 км, площадь водосборного бассейна — 40,7 км².
Исток реки у деревни Никольское в 15 км к юго-востоку от посёлка Лух. Река течёт на юг, впадает в Таех у деревень Мошково и Ефремово.

## Данные водного реестра
По данным государственного водного реестра России относится к Окскому бассейновому округу, водохозяйственный участок реки — Клязьма от города Ковров и до устья, без реки Уводь, речной подбассейн реки — бассейны притоков Оки от Мокши до впадения в Волгу. Речной бассейн реки — Ока.
Код объекта в государственном водном реестре — 09010301112110000033747.

## Притоки (км от устья)
- река Водочешка (пв)[3]